# HPFS
HPFS, sigla de High Performance File System, o sistema de archivos de alto rendimiento, fue creado específicamente para el sistema operativo OS/2 para mejorar las limitaciones del sistema de archivos FAT. Fue escrito por Gordon Letwin y otros empleados de Microsoft, y agregado a OS/2 versión 1.2, en esa época OS/2 era todavía un desarrollo conjunto entre Microsoft e IBM.
Se caracterizaba por permitir nombres largos, metadatos e información de seguridad, así como de autocomprobación e información estructural.
Otra de sus características es que, aunque poseía tabla de archivos (como FAT), esta se encontraba posicionada físicamente en el centro de la partición, de tal manera que redundaba en menores tiempos de acceso para su lectura o escritura.
- Datos: Q127319